# 范諸農 (大臣)
范諸農（？—？），字不詳。南朝宋及林邑國第二王朝第五代國王范敵文之大臣，其子為林邑國第三王朝第一代望范陽邁。林邑國王范敵文因被扶南王子當根純所殺，身為大臣的范諸農平亂，並曾自立為王。